# Guillaume Leblanc
Guillaume Leblanc (* 14. April 1962 in Sept-Îles, Québec) ist ein ehemaliger kanadischer Leichtathlet.
Der größte Erfolg des Gehers war der Gewinn der Silbermedaille auf der 20-km-Distanz bei den Olympischen Spielen 1992 in Barcelona. Leblanc siegte zudem auf seiner Spezialstrecke bei den Spielen der Frankophonie 1989 sowie der Universiade 1983 und nahm 1984 in Los Angeles und 1988 in Seoul an den Olympischen Spielen teil.
Über 30 km Gehen gewann LeBlanc die Goldmedaille bei den Commonwealth Games 1990 in Auckland.
Guillaume Leblanc ist 1,83 m groß und wog in seiner aktiven Zeit 74 kg.